# Acuicultura

Capturas globales de organismos acuáticos (en millones de toneladas) entre 1950 y 2010, de acuerdo a la Organización de las Naciones Unidas para la Alimentación y la Agricultura (FAO). Las capturas globales en mar abierto se han estancado desde finales de la década de 1980, siendo compensada esta caída con el incremento de la acuicultura.

La acuicultura o acuacultura es el conjunto de actividades, técnicas y conocimientos de crianza de especies acuáticas, vegetales y animales. Es una importante actividad económica de producción de alimentos, materias primas de uso industrial y farmacéutico, y organismos vivos para repoblación u ornamentación.
Los sistemas de cultivo son muy diversos, de agua dulce o agua de mar, y desde el cultivo directamente en el medio hasta instalaciones bajo condiciones totalmente controladas. Los cultivos más habituales corresponden a organismos planctónicos (microalgas y Artemia), macroalgas, moluscos y crustáceos. Los profesionales encargados de esta labor son los ingenieros pesqueros, ingenieros zootecnistas, ingenieros acuícolas y los biólogos marinos.

## Historia

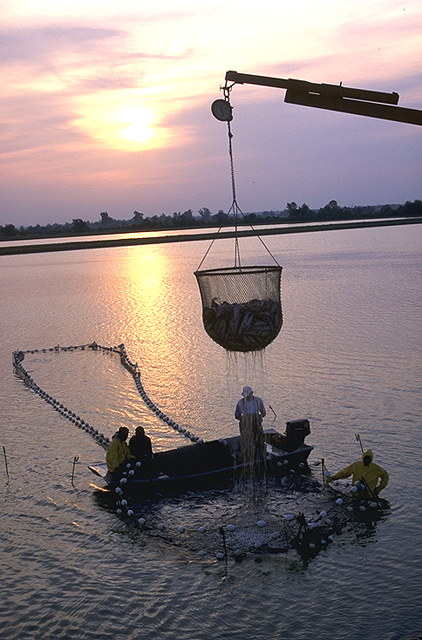
Pescadores en una granja del Misisipí.

La acuicultura se remonta a tiempos remotos. Existen referencias de prácticas de cultivo de mújol y carpa en la antigua China, Egipto, Babilonia, Grecia, Roma y otras culturas euroasiáticas y americanas.
Las referencias más antiguas datan en torno al 3800 a. C., en la antigua China. En el año 1400 a. C., ya existían leyes de protección frente a los ladrones de pescado. El primer tratado sobre el cultivo de carpa data del 475 a. C., atribuido al chino Fan-Li, también conocido como Fau Lai.
Entre griegos y romanos, existen numerosas referencias. Aristóteles y Plinio el Viejo escribieron sobre el cultivo de ostras. Plinio, en concreto, atribuye al general romano Lucinius Murena el invento del estanque de cultivo, y cita las grandes ganancias de su explotación comercial, en el siglo I. Séneca también tuvo su opinión sobre la piscicultura, bastante crítica: “la invención de nuestros estanques de peces, esos recintos diseñados para proteger la glotonería de las gentes del riesgo de enfrentarse a las tormentas”.
En la cultura occidental actual, la acuicultura no recobró fuerza hasta la Edad Media, en monasterios y abadías, aprovechando estanques alimentados por cauces fluviales, en los que el cultivo consistía en el engorde de carpas y truchas.
En el año 1758 se produjo un importante descubrimiento, la fecundación artificial de huevos de salmones y truchas por Stephen Ludvig Jacobi, un investigador austriaco, aunque su investigación no salió del laboratorio y quedó en el olvido.
En 1842, dos pescadores franceses, Remy y Gehin, obtuvieron puestas viables, totalmente al margen del hallazgo de Jacobi. Lograron alevines de trucha, que desarrollaron en estanque con éxito. El descubrimiento llevó a la Academia de Ciencias de París a profundizar en el hallazgo, y con ello la creación del Instituto de Huninge, el primer centro de investigación en acuicultura.
El Premio Nobel argentino Bernardo A. Houssay realizó los primeros estudios de reproducción artificial inducida de peces mediante la utilización de hormonas exógenas para inducir la ovulación de peces.
En 1928 investigó el control hormonal para la reproducción de peces en cautiverio, induciendo la ovulación de la "Madrecita de Río" (Cnesterodon decemaculatus —útiles para el control de larvas de mosquitos e insectos en estanques—), mediante inoculación intraperitoneal de glándulas pituitaria de Prochilodus platensis, y concluyó que las hembras tratadas con pituitarias de otras especies ovulaban anticipadamente (Houssay BA  “Acción sexual de la hipófisis en los peces y reptiles”, en “Revista de la Sociedad Argentina de Biología”, Bs.As., 1930, N.º 106, pág. 686—688).
Estas técnicas fueron rápidamente puestas en práctica en Brasil por Von Ihering y Azevedo, 1934: Von Ihering 1935, 1937) para inducir el desove de Prochilodus argenteus. Los resultados de los brasileños fueron seguidos con éxito en la Unión Soviética por Gerbilsku, 1938, para inducir el desove del esturión y con el desove inducido de especies de peces norteamericanos (Hasler et al., 1939, 1940). Donaldson, E.M. y G.A. Hunter, 1983, hacen referencia que todos aquellos estudios y los susiguientes fueron detenidamente revisados por G.E. Pickford y J.W. Atz, 1957 en su bien documentado tratado sobre la glándula pituitaria de los peces. A partir de entonces han aparecido millares de publicaciones para informar de los avances del proceso reproductivo de teosteos. G.E. Pickford, 1964); E.M. Donaldson (1977) y C.G. Swann y E.M. Donaldson (1980) y muchos otros autores más comunican sobre el control del proceso reproductivo, entre los que cabe resaltar están: Pickford y ATz (1957), Atz y Pickford (1959), Clement y Sneed (1962), Donaldson (1973, 1975), Shehadeh (1975), Fontaine (1976), Harvey y Hoar (1979), Chondar (1980), Woynarovich y Horvath (1980), Pullin y Kuo (1981), Davy y Chovinard (1981), Sundararaj (1981), Lam (1982), Billard (1983) y Fostier y Jalabert (1982).
En la actualidad,[¿cuándo?] China es el principal productor de productos acuícolas, seguido de India, Vietnam, Indonesia y Bangladés.

## Producción acuícola
La producción acuícola mundial se situó en 130,9 millones de toneladas en 2022, con un valor de 312 800 millones de dólares estadounidenses, lo que representa el 59 % de la producción pesquera y acuícola mundial. Se calcula que el sector de la producción primaria emplea a 61,8 millones de personas, especialmente en actividades en pequeña escala. Por sexos, el 24 % de los pescadores y los acuicultores son de sexo femenino, en comparación con un 62 % que trabaja en el sector de la poscosecha.
La acuicultura se impuso sobre la pesca de captura en cuanto a la producción de animales acuáticos en el 2022. Ese año, 94,4 millones de toneladas de animales acuáticos procedieron de la acuicultura, es decir, el 51 % del total mundial y el 57 % de la producción de animales acuáticos destinados al consumo humano.

## Sistemas de producción acuícola

### Acuicultura extensiva
Como en cualquier sistema de producción agropecuaria, existen diferentes tipos de cultivos, según la intensidad y tecnificación del cultivo.

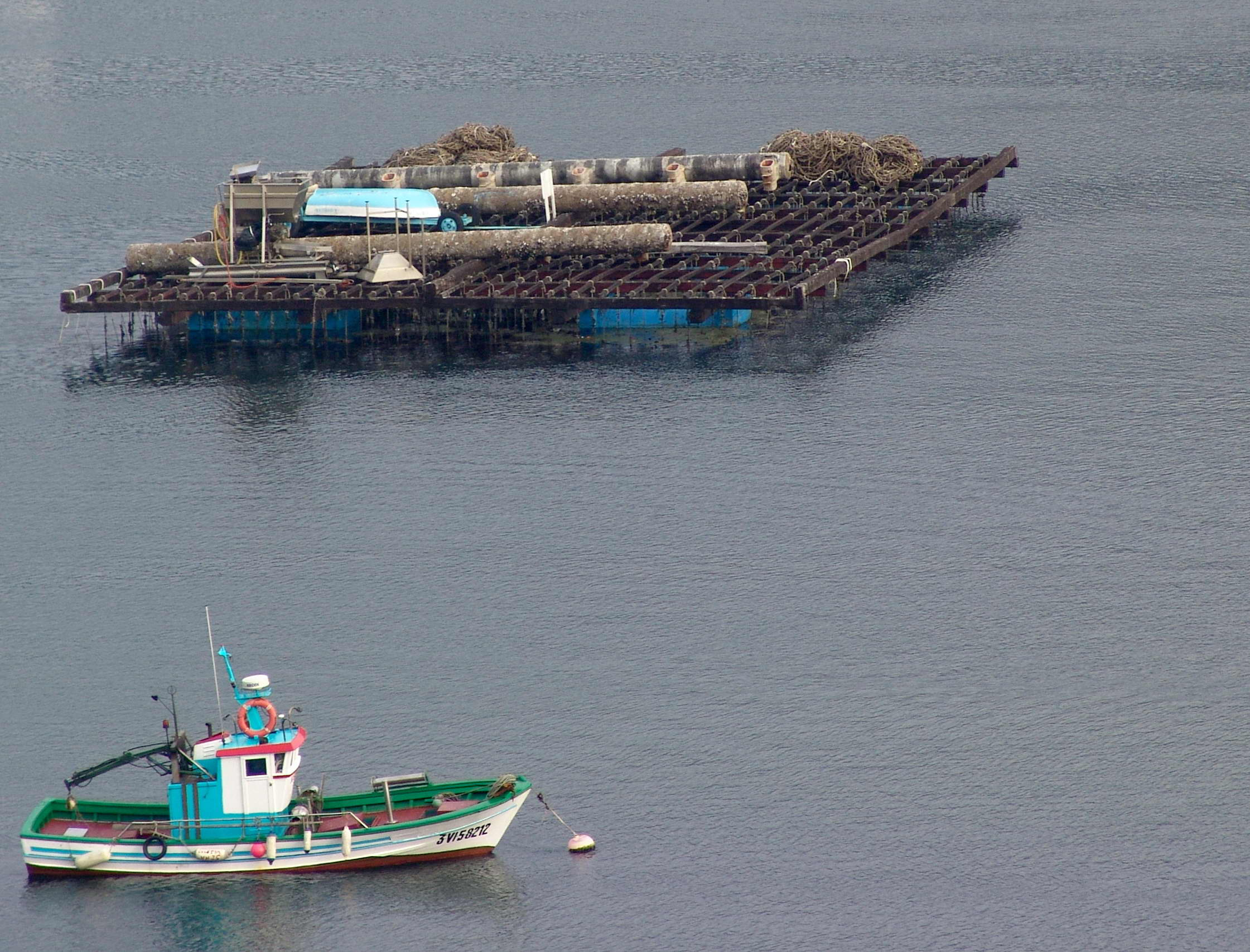
Batea tradicional de cultivo de mejillón en la Ría de Vigo.

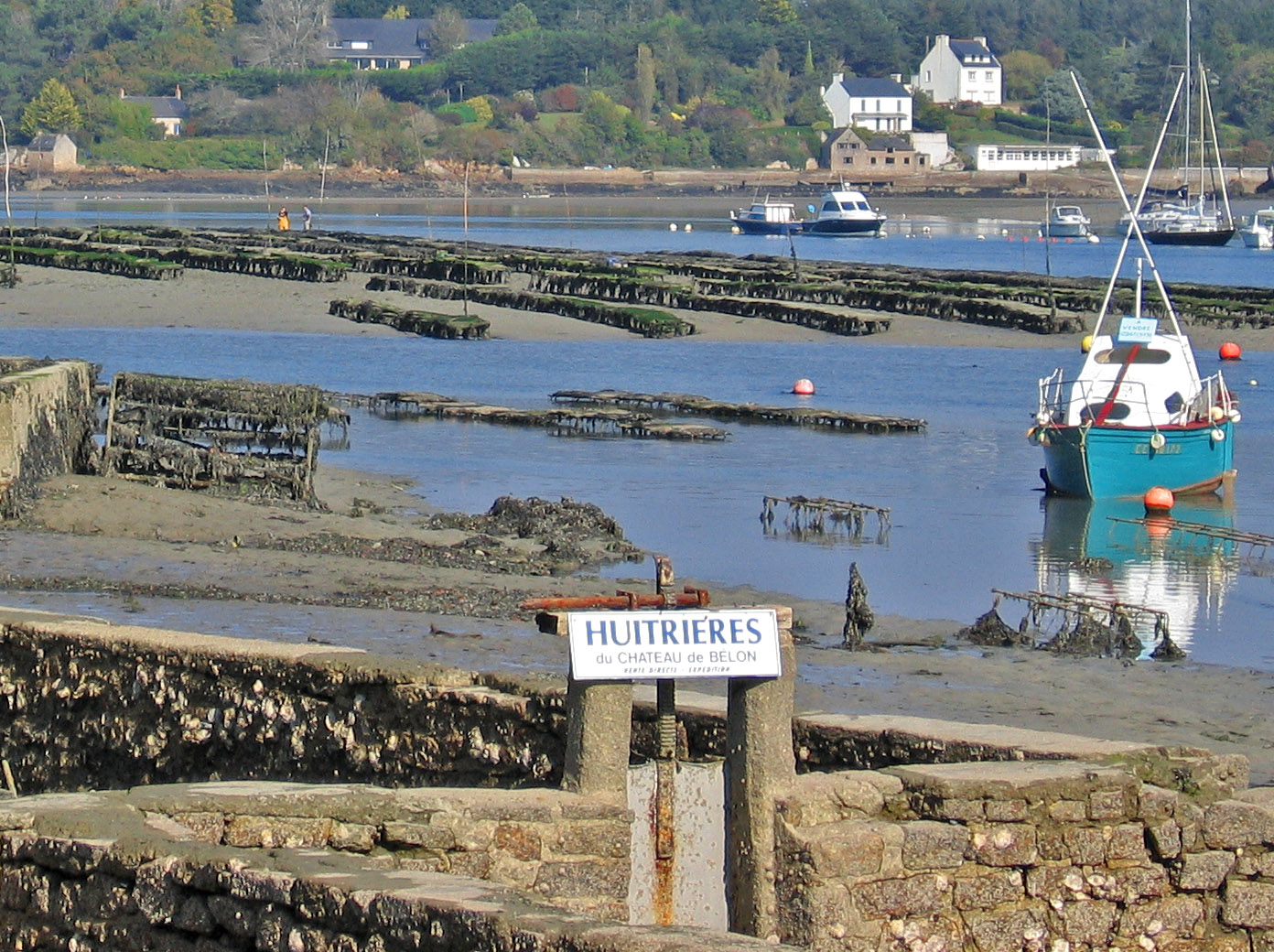
Mesas de cultivo de ostras. Acuicultura extensiva.

Son sistemas de cultivo de baja intensidad y tecnología, en los que se aprovechan condiciones naturales favorables. Los cultivos extensivos más conocidos son los de organismos filtradores marinos, como ostras, almejas y mejillones, y de macroalgas marinas, que se realizan directamente sobre fondos arenosos de áreas intermareales, o sobre estructuras apoyadas en el fondo, como estacas y mesas de cultivo, o flotantes, como bateas y líneas. En ellos se procede a la siembra y el proceso de alimentación y engorde es natural.
A pesar de ser sistemas extensivos, pueden alcanzar unos niveles de productividad muy elevados. Es el caso del cultivo de mejillón en las rías gallegas, donde la gran riqueza de las aguas y las beneficiosas condiciones ambientales disparan las tasas de crecimiento y calidad del producto.
Los sistemas extensivos son bastante utilizados en la producción de fitoplancton y zooplancton en climas cálidos, con grandes dosis de radiación solar. Balsas de agua enriquecidas con nutrientes minerales se utilizan para la producción de microalgas como Chlorella o Spirulina, destinadas a alimentación humana, cosmética o herbodietética, o como alimento de un segundo cultivo extensivo de zooplancton, como Daphnia o Artemia, utilizado posteriormente en alimentación larvaria de peces y crustáceos.
La piscicultura extensiva es algo anecdótico. Existen experiencias con lagunas oligotróficas sembradas con nutrientes minerales para activar la producción de fitoplancton y activar toda la cadena trófica, con el objetivo de cosechar posteriormente especies de peces para consumo, pero a esto no se le puede llamar propiamente acuicultura.

### Acuicultura semi intensiva e intensiva
Sistemas de cultivo más controlados y de mayor rendimiento, en los que el grado de tecnología e intervención es mucho mayor a los extensivos

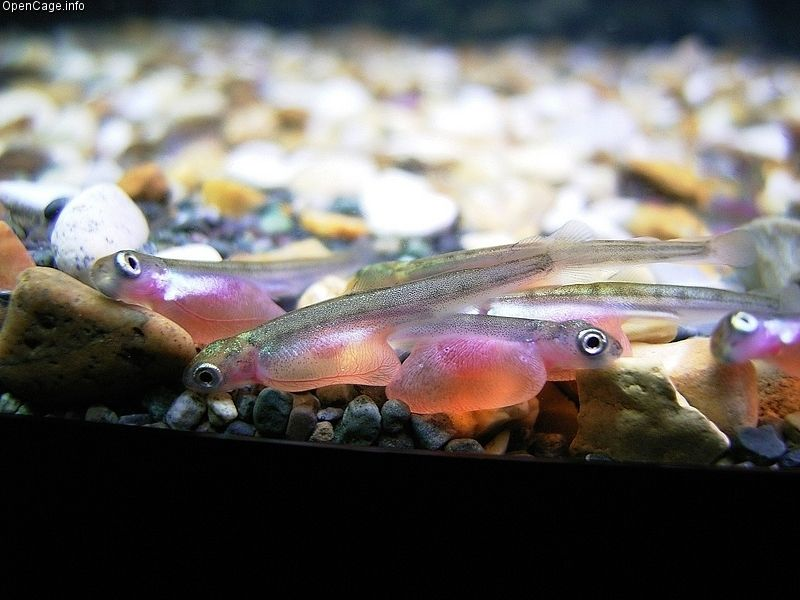
Alevines de salmón recién salidos del huevo.

Los cultivos de peces en jaulas flotantes directamente en el mar, o en lagos, son sistemas semi-intensivos. El agua es la del medio, sin ningún sistema de bombeo, pero se aportan alimentos y se realiza un mínimo control del cultivo. También son sistemas semi-intensivos los cultivos en estanques y canales en circuito abierto o semiabierto, aprovechando aguas corrientes, algo muy frecuente en truticultura.
Los cultivos intensivos se realizan normalmente en instalaciones separadas del medio natural, en tanques o piscinas aisladas con sistemas técnicos de captación y recirculación de agua, y con un control total del medio y de los individuos. Son mucho más caros que los procesos menos tecnificados, pero el aumento de rendimiento o la necesidad de un mayor control de la producción es determinante. Estudios y experiencias concretas demuestran el potencial productivo y rentabilidad de estos emprendimientos.

## Potencial productivo y rentabilidad en acuicultura
A menudo, las fases más delicadas de la cría, como las de hatchery y nursery, son cultivos superintensivos en los que se utilizan técnicas de acuariología, como recirculación de agua, control de temperatura y fotoperiodo o monitoreo de parámetros.

## Tipos de cultivos
La acuicultura es un compendio de diferentes tipos de cultivos, en función de la especie, agua, clima, sistemas de cultivo, etc.

### Acuicultura de moluscos bivalvos
Es la acuicultura de almejas, mejillones, ostras, vieiras y demás moluscos bivalvos, con gran importancia económica.
Su origen es muy antiguo. Diversas fuentes atribuyen a Sergius Orata el inicio de la ostricultura, hacia el año 100 a. C.
Actualmente uno de los cultivos más rentables dentro de la acuicultura de moluscos gasterópodos es el cultivo del abalón (Haliotis sp.), el cual se cultiva en sistemas intensivos en estanques emplazados en tierra.
Galicia es la segunda mayor productora de mejillón cultivado del mundo (detrás de China), habiendo desarrollado las técnicas de cultivo en batea cuya tecnología se está exportando a diversos lugares del mundo. También es productora de una gran cantidad de bivalvos, lo que le confiere una gran diversidad productiva, debido a la peculiaridad de sus conocidas rías. Es pionera en desarrollo de cultivo acuícola, siendo junto con Japón y Noruega una de las principales potencias mundiales en el desarrollo de la acuicultura y está en la vanguardia de la investigación en este campo.
En Chile este cultivo ha alcanzado niveles importantes en el último tiempo y diferentes empresas se han instalado en la zona norte y sur del país. En las regiones de Atacama y Coquimbo destacan cultivos de ostión del norte (Argopecten purpuratus), mientras que en el sur de Chile, en la Región de Los Lagos, destaca el cultivo de chorito o mejillón (Mytilus chilensis), especialmente en el archipiélago de Chiloé, la mayor zona productora de moluscos del país. Actualmente, Chile se ubica como el cuarto productor mundial de mejillones.

### Carpicultura

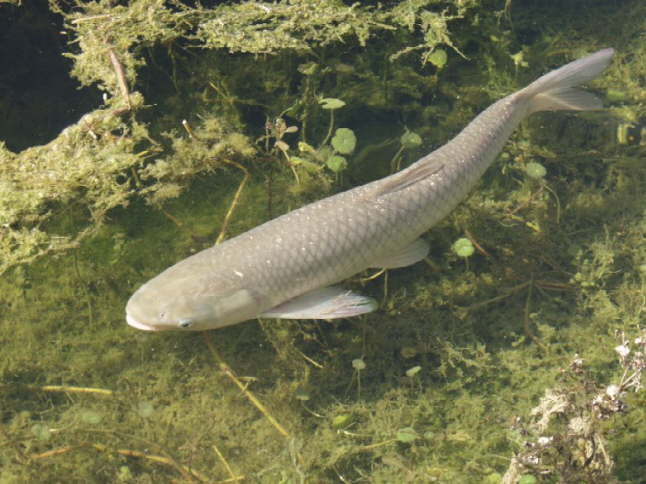
Imagen de una carpa herbívora, especie muy utilizada en cultivos integrados.

Es el cultivo de la carpa común y otros Ciprínidos, especies de agua dulce no tropical. Son los cultivos acuícolas más antiguos, ya practicados por los antiguos Sumerios, Chinos y Romanos.

### Salmonicultura
La salmonicultura es una rama de la acuicultura enfocada a la producción de peces de la familia salmonidae o peces salmoniformes, tanto truchas como salmones. En el caso de la trucha, se conoce como truticultura.
Al ser peces anádromos deben pasar durante su ciclo de vida por etapas de agua dulce y de agua salada. La puesta y el desarrollo de larvas y alevines transcurre en agua dulce, tanto para truchas como salmones. En el caso de la trucha, se puede mantener en agua dulce hasta su tamaño comercial, o realizar el proceso de esmoltificación, al igual que en el salmón, que es una adaptación gradual al agua de mar en el que se producen importantes cambios fisiológicos.
La cría y producción comercial del salmón apareció en los años setenta. Según un informe solicitado por la Asociación de la Industria del Salmón de Chile A.G., en 2007 la producción mundial de salmón (tanto silvestre como cultivado) alcanzó los 2,85 millones de toneladas round, de los cuales 1,82 millones correspondieron al salmón cultivado. Los mayores productores de salmón cultivado, según el mismo informe, fueron Noruega con un 43,3 % de la producción, y Chile con un 36 %, seguidos a distancia por Reino Unido con un 7,6 % y Canadá con un 6,5 %.

### Acuicultura de especies tropicales de agua dulce
Son cultivos de especies de peces y crustáceos tropicales y subtropicales dulceacuícolas. Los más extendidos son los cultivos de tilapia, pacú, camarón, langosta australiana y otras especies de peces y crustáceos.
El cultivo de tilapia ha ido creciendo gradualmente hasta convertirse en el más importante en los países tropicales y subtropicales.
En algunos casos, estos cultivos están asociados a otras actividades agropecuarias, denominados Cultivos Integrados. En ellos se integra la producción acuícola en la producción agrícola. En el caso de los sistemas aquapónicos, el agua de cultivo se utiliza para el cultivo de vegetales de huerta, aprovechando los nutrientes minerales generados por el cultivo, y la capacidad de depuración de los vegetales.

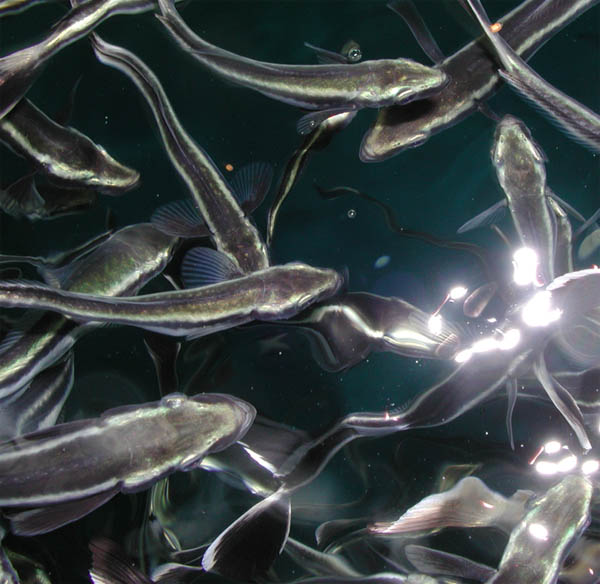
El pez llamado cobia es una especie marina tropical de crecimiento asombroso en cultivo, pero aún en fase preliminar.

### Camaronicultura
Es el cultivo de las diferentes especies de camarones que se llevan a cabo en áreas costeras.
En América Latina, la M. en C. María Concepción Rodríguez de la Cruz, se convirtió en la primera persona en cultivar el camarón en México, en el año de 1969. Esto se dio en Guaymas, Sonora, por medio del cultivo de camarón café. aunque los trabajos técnicos continuaron en el Centro de Investigación Científica y Técnica de la Universidad de Sonora (CICTUS), y en Puerto Peñasco, Sonora, pasaron muchos años para que esta técnica pudiera instrumentarse de manera comercial, lo cual sucedió en el año de 1985.

### Maricultura
Cultivos de especies marinas, tanto de peces, como de algunos invertebrados, como el pulpo. Tiene una gran importancia económica. En el caso de muchas especies, la producción de cultivo casi ha sustituido por completo a las capturas pesqueras.
Algunas de las especies más importantes son el rodaballo, la dorada, la lubina, el bacalao, la corvina y la anguila. Los cultivos de otras especies aún están en desarrollo, como el pulpo, el besugo, el lenguado, entre otras.

### Cultivo de algas
El cultivo de algas es una forma de acuicultura que se preocupa del cultivo de especies determinadas de algas, cuyo cultivo cae en su mayoría dentro de las algas cultivadas, especialmente en la categoría de microalgas, entre las que se encuentran el fitoplancton, las micrófitas, etc. Su principal utilidad está en relación directa con el consumo humano y la producción de biocombustibles.

## Cultivos auxiliares de acuicultura
Se denomina así a la acuicultura de microalgas y microinvertebrados destinados a la alimentación de otros cultivos principales, como larvas de peces o moluscos. Las especies de microalgas más conocidas son Chlorella, Isochrisis o Tetraselmis, entre otras muchas. Los cultivos auxiliares de invertebrados producen rotíferos, cladóceros, Dendrocephalus, Thamnocephalus y Artemia salina, entre muchas otras especies donde predominan los quistes de artemia y de enriquecimiento.